# Stilbula knuthii
Stilbula knuthii är en stekelart som beskrevs av Johann Dietrich Alfken 1900. Stilbula knuthii ingår i släktet Stilbula och familjen Eucharitidae. Inga underarter finns listade i Catalogue of Life.